# Podu Iloaiei
Podu Iloaiei – miasto w Rumunii, w okręgu Jassy. Liczy 9,739 mieszkańców (2002).
W mieście jest stacja kolejowa Podu Iloaiei.